# Boaz (Alabama)
 For alternative betydninger, se Boaz. (Se også artikler, som begynder med Boaz)
Boaz er en by i den nordøstlige del af delstaten Alabama i USA. Byen har 10.107 (2020) indbyggere og ligger i de to amter, Marshall County og Etowah County.

## Ekstern henvisning
- Wikimedia Commons har flere filer relateret til Boaz (Alabama)
- Officiel hjemmeside